# Дискография «Fun»
Дискография американской инди-поп-группы «fun.» составляет два студийных альбома, семь мини-альбомов, 11 синглов и семь видеоклипов.
После распада американской рок-группы «The Format» вокалист Нейт Рюсс сформировал группу «fun.» в 2008 году вместе с музыкантами Эндрю Достом и Джеком Антоноффом, которые ранее гастролировали с «The Format». В сентябре 2008-го группа начала сессионные записи своего дебютного студийного альбома, а в следующем месяце отправилась в тур по Северной Америке. В мае 2009-го состоялся выход дебютного сингла группы — «At Least I’m Not as Sad (As I Used to Be)». 25 августа 2009 года состоялся релиз дебютного студийного альбома группы — «Aim and Ignite». Вскоре после него альбом дебютировал на 71-й строчке в чарте Billboard 200. С альбома было выпущено ещё два сингла — «All the Pretty Girls» и «Walking the Dog», затем последовал выход сингла «C’mon», записанного совместно с американской альтернативной рок-группой «Panic! At the Disco».
В сентябре 2011 года состоялся релиз сингла «We Are Young», записанного при участии американской R&B-певицы Жанель Монэ. Сингл начал неуклонный рост популярности группы после обращения на него внимания интернет-СМИ и кавер-версии в телесериале «Хор». Позже «We Are Young» дебютировал в чарте Billboard Hot 100, став первым синглом группы, попавшей в национальный чарт. Песня была использована в рекламе Chevrolet Sonic во время Супербоула ради дальнейшего увеличения её продаж. В конце концов, песня возглавила Billboard Hot 100 и достигла первой десятки в чартах множества других стран, таких, как Канада, Ирландия и Великобритания. Также песня стала одним из самых продаваемых синглов всех времён с тиражом в 9,3 миллиона экземпляров.
21 февраля 2011 года состоялся релиз второго студийного альбома — «Some Nights» — на лейбле «Fueled by Ramen». Альбом дебютировал на третьей строчке в чарте Billboard 200 и стал платиновым в США. Заглавная песня альбома — «Some Nights» — была выпущена вторым синглом с альбома и достигла третьей строчки в Billboard Hot 100, а также достигла первой десятки в других национальных чартах. Следующими тремя синглами, выпущенными с альбома, стали «Carry On», «Why Am I the One» и «All Alone».

## Альбомы

### Студийные альбомы
| 2009                                       | Aim and Ignite - Издан: 25 августа 2009 года - Лейбл: Nettwerk - Форматы: CD, LP, цифровое скачивание     | 71 | 20 | 23 | — | —  | — | — | — | —  | — | - США: 74,000    | |
| 2012                                       | Some Nights - Издан: 21 февраля 2012 года - Лейбл: Fueled by Ramen - Форматы: CD, LP, цифровое скачивание | 3  | 1  | 1  | 2 | 11 | 5 | 8 | 3 | 36 | 4 | - США: 1,600,000 | - США: 3х Платиновый - Австралия: Платиновый - Великобритания: Платиновый - Швеция: Золотой - Ирландия: Платиновый - Канада: Платиновый - Новая Зеландия: Платиновый |
| «—» обозначает, что релиз не вошёл в чарт. | |    |    |    |   |    |   |   |   |    |   |                  | |

### Мини-альбомы
| Fun. Live at Fingerprints                     | - Издан: 21 апреля 2010 года - Лейбл: Nettwerk - Формат: CD                           | —   | —  | —  |
| Nova’s Red Room Presents Fun.                 | - Издан: 21 февраля 2012 года - Лейбл: Fueled by Ramen - Формат: Цифровое скачивание  | —   | —  | —  |
| The Ghost That You Are to Me                  | - Издан: 21 апреля 2012 года - Лейбл: Fueled by Ramen - Формат: 10"                   | —   | —  | —  |
| iTunes Session                                | - Издан: 10 декабря 2012 года - Лейбл: Fueled by Ramen - Формат: Цифровое скачивание  | 143 | 16 | 27 |
| Selections & B-Sides from Aim & Ignite        | - Издан: 7 марта 2013 года - Лейбл: Fueled by Ramen - Формат: Цифровое скачивание     | —   | —  | —  |
| Before Shane Went to Bangkok: Live in the USA | - Издан: 18 декабря 2013 - Лейбл: Fueled by Ramen - Форматы: Цифровое скачивание, 12" | —   | —  | —  |
| Point and Light                               | - Издан: 19 апреля 2014 - Лейбл: Nettwerk - Формат: 10"                               | —   | —  | —  |
| «—» обозначает, что релиз не вошёл в чарт.    |                                                                                       |     |    |    |

## Синглы
| «At Least I’m Not as Sad (As I Used to Be)» | 2009 | —  | — | —  | —  | — | —  | —  | —  | — | —   | | Aim and Ignite        |
| «All the Pretty Girls»                      | 2009 | —  | — | —  | —  | — | —  | —  | —  | — | —   | | Aim and Ignite        |
| «Believe in Me»                             | 2010 | —  | — | —  | —  | — | —  | —  | —  | — | —   | | A Winter’s Night 2011 |
| «Walking the Dog»                           | 2010 | —  | — | —  | —  | — | —  | —  | —  | — | —   | | Aim and Ignite        |
| «C’mon» (с «Panic! At the Disco»)           | 2011 | —  | — | —  | —  | — | —  | —  | —  | — | —   | | Вне альбома           |
| «We Are Young» (при участии Жанель Монэ)    | 2011 | 1  | 1 | 1  | 1  | 1 | 1  | 1  | 2  | 4 | 1   | - США: 9х Платиновый - Австралия: 5x Платиновый - Великобритания: 2x Платиновый - Швеция: 4x Платиновый - Австрия: Платиновый - Канада: 7x Платиновый - Новая Зеландия: 2x Платиновый | Some Nights           |
| «Some Nights»                               | 2012 | 3  | 1 | 1  | 1  | 6 | 4  | 6  | 1  | 8 | 7   | - США: 6х Платиновый - Австралия: 5x Платиновый - Великобритания: Золотой - Швеция: Платиновый - Австрия: Золотой - Канада: 5x Платиновый - Новая Зеландия: 2x Платиновый             | Some Nights           |
| «Carry On»                                  | 2012 | 20 | 7 | 2  | 44 | — | 18 | 46 | 28 | — | 126 | - США: 2х Платиновый - Канада: Платиновый - Новая Зеландия: Золотой | Some Nights           |
| «Why Am I the One»                          | 2013 | —  | — | —  | 57 | — | —  | —  | —  | — | 169 | | Some Nights           |
| «All Alone»                                 | 2013 | —  | — | —  | —  | — | —  | —  | —  | — | —   | | Some Nights           |
| «Sight of the Sun»                          | 2014 | —  | — | 28 | —  | — | —  | —  | —  | — | —   | | Girls, Vol. 1         |
| «—» обозначает, что релиз не вошёл в чарт.  |      |    |   |    |    |   |    |    |    |   |     | |                       |

## Песни, вошедшие в чарты
| Название      | Год  | Высшие позиции | Альбом        |
| Название      | Год  | US Rock        | Альбом        |
| ------------- | ---- | -------------- | ------------- |
| «Sleigh Ride» | 2012 | 48             | Holidays Rule |

## Другие песни
- Please Leave a Light On When You Go

## Видеоклипы
| Название                                 | Год  | Режиссёр            |
| ---------------------------------------- | ---- | ------------------- |
| «All the Pretty Girls»                   | 2009 | Айзек Ренц          |
| «Walking the Dog»                        | 2010 | Skinny              |
| «We Are Young» (при участии Жанель Монэ) | 2011 | Марк Класфелд       |
| «Some Nights (Intro)»                    | 2012 | Поппи де Вильянуэве |
| «Some Nights»                            | 2012 | Энтони Мэндлер      |
| «Carry On»                               | 2012 | Энтони Мэндлер      |
| «Why Am I the One»                       | 2013 | Джордан Бахат       |